# Haltinne
Haltinne is een dorp en deelgemeente van de Belgische gemeente Gesves. Haltinne ligt in de provincie Namen en was tot 1 januari 1977 een zelfstandige gemeente. Naast de dorpskern zelf liggen op het grondgebied nog de dorpjes Strud en Haut-Bois.

## Demografische ontwikkeling
- Bronnen:NIS, Opm:1831 tot en met 1970=volkstellingen, 1976= inwoneraantal op 31 december

### Bezienswaardigheden

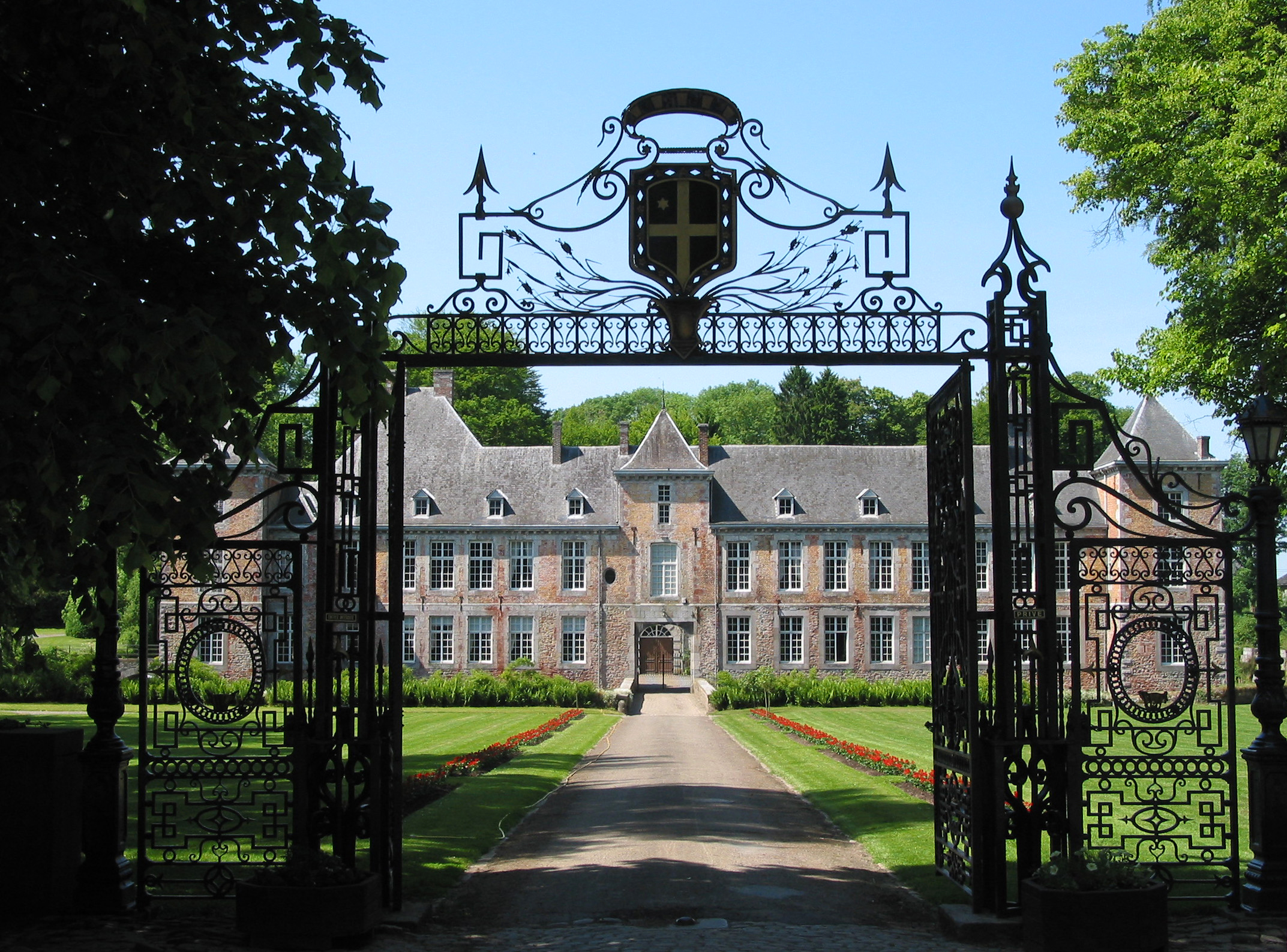
Het kasteel van Haltinne
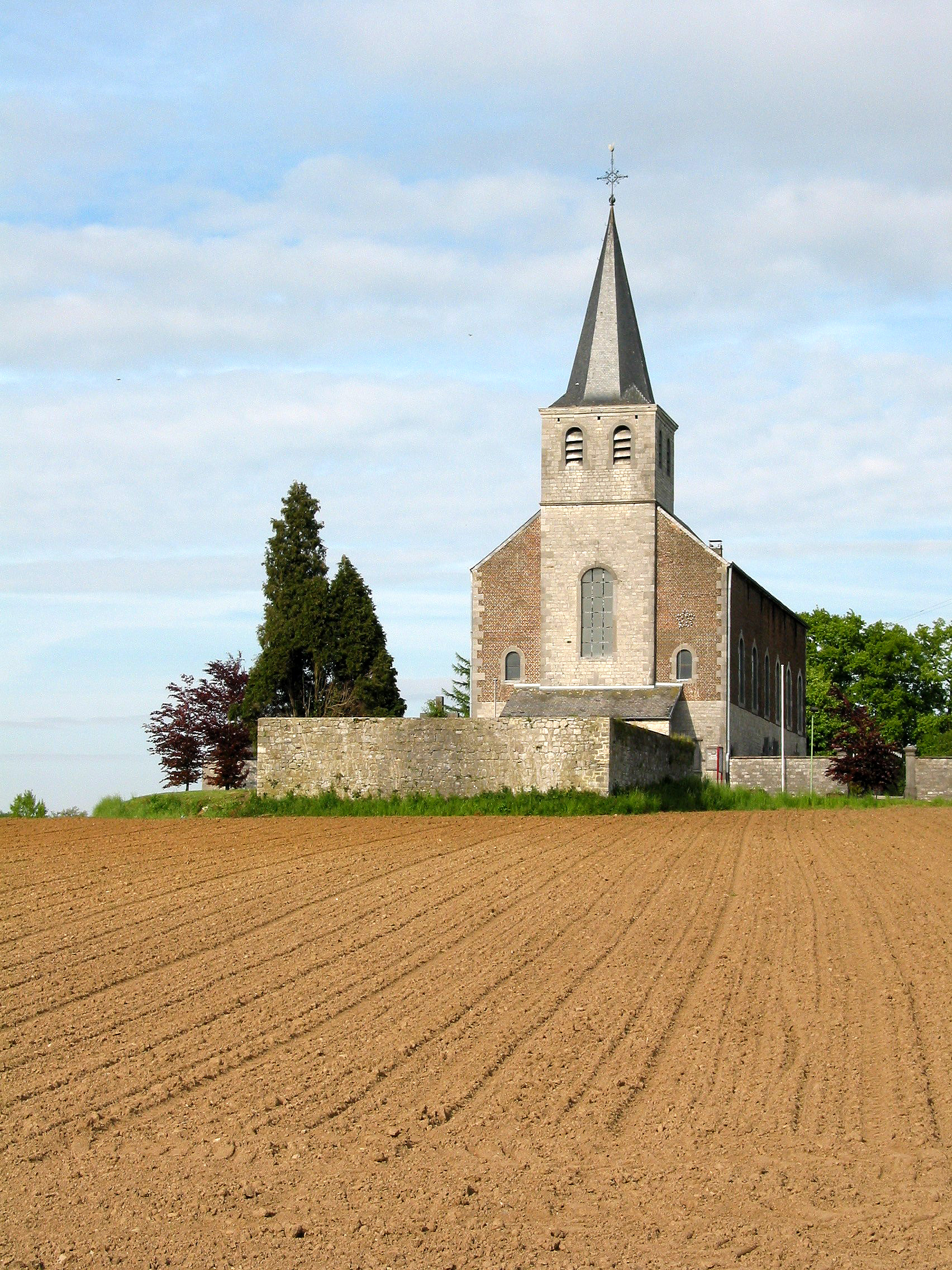
Saint-Martin kerk van Haltinne
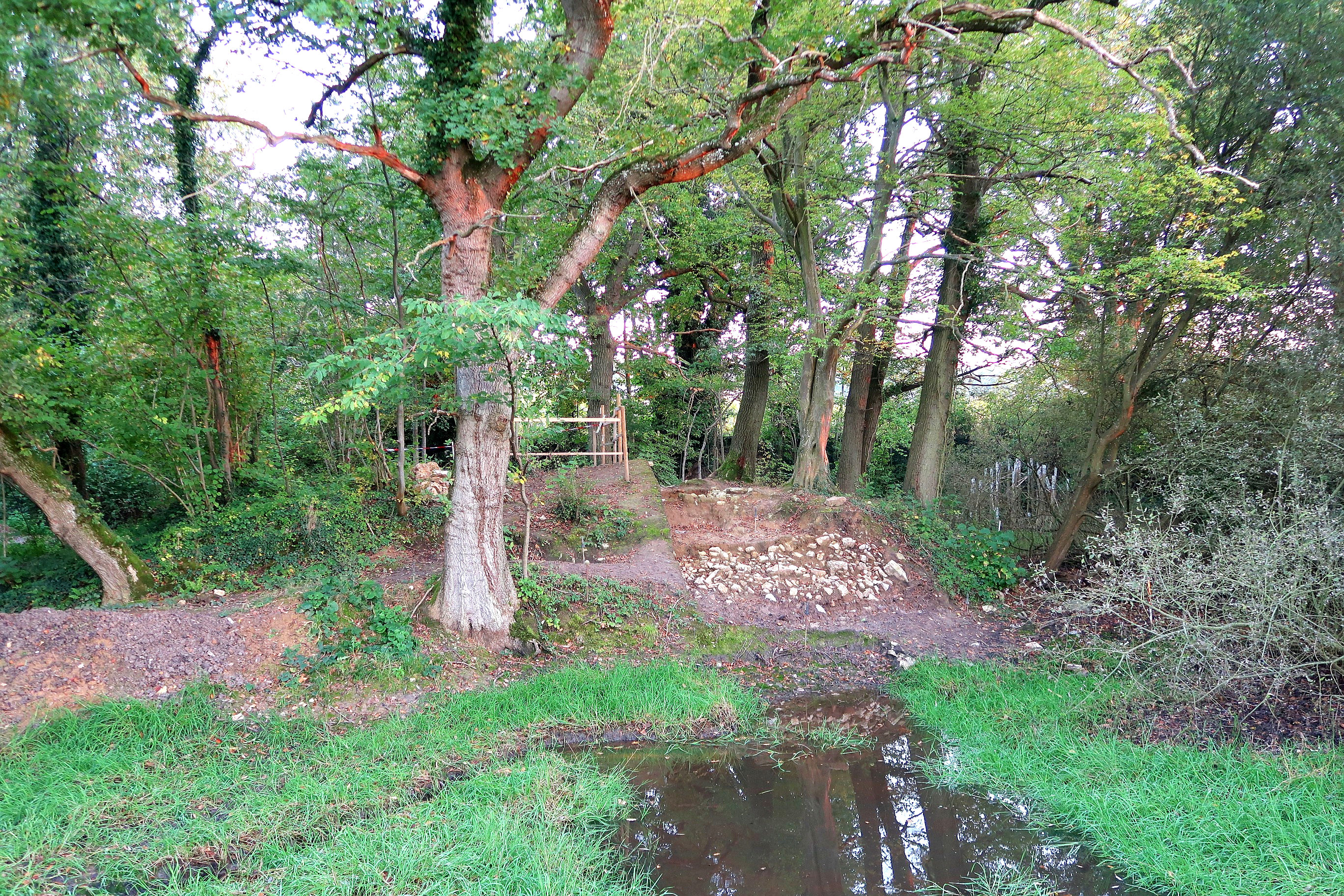
Middeleeuwse motte van Haltinne
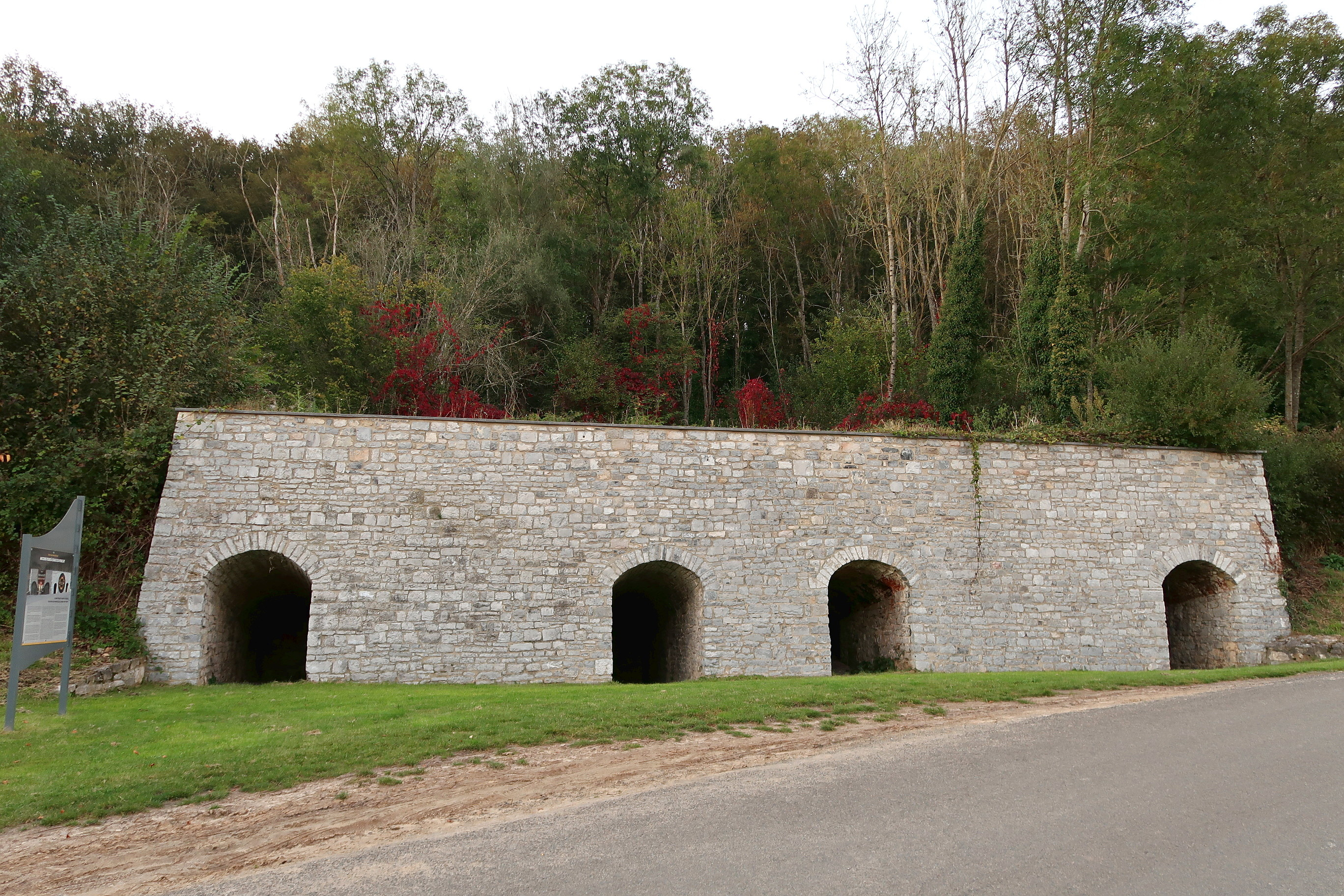
Oude kalkovens van Ponciat in Haltinne